# Andromeda (okręt)
„Andromeda” – nazwa noszona na przestrzeni dziejów przez okręty różnych państw:
- „Andromeda” – włoski torpedowiec typu Aldebaran z lat 80. XIX wieku, od 1886 roku nosił oznaczenie 28T[1]
- „Andromeda”(inne języki) – włoski torpedowiec typu Spica z okresu międzywojennego i II wojny światowej[2]
- „Andromeda” (F592)(inne języki) – włoski niszczyciel eskortowy typu Cannon z okresu II wojny światowej, ex-amerykański USS „Wesson” (DE-184), zakupiony w 1951 roku i przeklasyfikowany na fregatę w 1957 roku[3]
- „Andromeda” – grecki kuter torpedowy typu Andromeda z lat 60. XX wieku[4]